# Henicophaps
Henicophaps ist eine Gattung aus der Familie der Taubenvögel (Columbidae), die eng mit den Bronzeflügeltauben (Phaps) und den Grünflügeltauben (Chalcophaps) verwandt ist. Zu der Gattung gehören zwei Arten, die auf Neuguinea und angrenzenden Inseln verbreitet sind.

## Erscheinungsbild
Henicophaps sind kompakt gebaute Tauben. Die Weißscheiteltaube wird zwischen 37 und 41 Zentimetern groß. Die Rotscheiteltaube erreicht eine Körperlänge von 38 Zentimetern.
Beiden Arten gemeinsam ist eine weiße Gesichtszeichnung. Die Weißscheiteltaube hat eine weiße Stirn und Oberkopf. Bei der Weißscheiteltaube ist das gesamte Gesicht fast weiß. lediglich die Stirn ist gelbbraun und der Oberkopf rotbraun. Der Schnabel ist bei beiden Arten im Verhältnis zum Kopf sehr lang. Die Schnäbel sind kräftig. Charakteristisch für die Gattung sind metallisch schimmernde grüne Flügeldecken.

## Verbreitung, Lebensraum und Verhalten
Die Weißscheiteltaube kommt in zwei Unterarten auf Neuguinea sowie den angrenzenden Inseln Waigeo, Salawati, Misod und Japen sowie auf den Aru-Inseln vor. Die Rotscheiteltaube ist in ihrer Verbreitung dagegen auf Neubritannien beschränkt.
Über die Lebensgewohnheiten der von der IUCN als vulnerable eingeschätzten Rotscheiteltaube ist wenig bekannt. Die Weißscheiteltaube ist eine waldbewohnende Art, die ihre Nahrung überwiegend auf dem Boden findet. Die Brutgewohnheiten dieser Art sind bislang allerdings gleichfalls nicht hinreichend untersucht.

## Arten
Folgende zwei Arten gehören zur Gattung Henicophaps:
- Weißscheiteltaube (Henicophaps albifrons)
- Rotscheiteltaube (Henicophaps foersteri)